# Vodárna Jesenice
Vodárna Jesenice (Wasserwerk Jechnitz) v okrese Rakovník dodává pitnou vodu do Jesenice.

## Historie
Jihovýchodně od Jesenice v Černém lese se nachází vodárna, která od roku 1906 zásobuje obec pitnou vodou. Dvě budovy vodárny byly postaveny firmou Hermann Stark z Ústí nad Labem v secesním stylu. Menší má zemní vodojem o objemu 500 hektolitrů vody a větší zemní vodojem pojme 2 000 hektolitrů vody. Hlavním zdrojem je pramen Stockbrünnl a dalších pět pramenů v Černém lese. Voda je jímána pomocí zářezů a jimi přiváděna do vodojemů. Zářezy mají kontrolní body (kapličky), které vyznačují zářezy a slouží pro případ jejich opravy. Z vodojemů byla pitná voda přiváděna litinovým potrubím a byla dodávána do všech domů. Náklady na stavbu vodojemu činily sto tisíc korun. Slavnostní zahájení bylo 19. srpna 1906, kdy byl vodovod posvěcen. V roce 2013 byla vodárna opravena, nad vchody je vrácen původní nápis Wasserwerk Jechnitz. Vodárnu provozuje vodárenská společnost RAVOS, s. r. o. V blízkosti vodárny probíhá naučná stezka Jesenice ve stopách žuly, jejíž součástí je obnovená studánka s dřevěným přístřeškem.